# Mathieu Berson
Mathieu Berson (født 23. februar 1980 i Vannes, Frankrig) er en fransk tidligere fodboldspiller (midtbane).
Gennem sin 14 år lange karriere spillede Berson for blandt andet Nantes, Toulouse FC og AJ Auxerre i hjemlandet, samt for engelske Aston Villa. I sin tid hos Nantes var han med til at vinde både det franske mesterskab og pokalturneringen Coupe de France.

## Titler
Ligue 1
- 2001 med Nantes

Coupe de France
- 2000 med Nantes

Trophée des Champions
- 2001 med Nantes